# Alberto Alcocer y Ribacoba
Alberto de Alcocer y Ribacoba (Orduña, 8 de abril de 1886-Madrid, 30 de mayo de 1957) fue un abogado y político español, alcalde de Madrid durante la dictadura de Miguel Primo de Rivera y durante la dictadura de Francisco Franco.

## Biografía
Nacido en Orduña (Vizcaya), era hijo del político y diputado carlista Celestino de Alcocer.
Fue alcalde de Madrid en dos ocasiones: de 1923 a 1924, durante la dictadura de Primo de Rivera y de 1939 a 1946, durante la dictadura de Francisco Franco. Dimitió de su primer mandato el 3 de julio de 1924, alegando que tenía que ausentarse de la capital durante un tiempo  que no podía precisar.
En 1936, durante la Guerra civil, Franco le había nombrado alcalde de Madrid en previsión de una pronta conclusión de la guerra. Asumiría finalmente su cargo en marzo de 1939, después de que las tropas franquistas hubieran entrado en la ciudad al final de la contienda.
Al poco tiempo de acceder por segunda vez a la alcaldía de la capital, en la primavera de 1939, dejó clara su absoluta sintonía con el discurso político del nuevo régimen. En un artículo publicado en el diario Arriba afirmó: «Es necesaria la ayuda de todo el vecindario para que en dos meses sea extirpada la mugre que dejaron los rojos». El 14 de abril de 1939 la nueva corporación municipal celebró su primer pleno. Unos días después el Ayuntamiento prohibió tender la ropa en el exterior con el objetivo de erradicar una costumbre que, según las autoridades, practicaban inquilinos «enemigos, como buenos marxistas, de la estética y de la limpieza». En calidad de edil, detentó el cargo de procurador en las Cortes franquistas entre 1943 y 1946.
En marzo de 1946, tras la aprobación del Plan Bigador, Alcocer y todo su equipo de gobierno fueron cesados.
Doctor en Derecho, fue distinguido con la Medalla de Oro de Madrid en 1946. En 1949 fue nombrado Secretario General del Banco de España. Falleció en Madrid el 30 de mayo de 1957.

## Familia
Su hijo Luis Alcocer Moreno-Abella, fue piloto del bando franquista durante la guerra civil española y después piloto de la 1.ª Escuadrilla Azul. Murió el 3 de octubre de 1941, con 21 años, al regreso de su segunda misión de combate en el Frente ruso, tras un enfrentamiento con cazas soviéticos.
Fue el abuelo de los empresarios Alberto Alcocer y Alberto Cortina de Alcocer, conocidos popularmente como Los Albertos, exmaridos de las hermanas Esther y Alicia Koplowitz; así como de Alfonso Cortina de Alcocer, expresidente de Repsol.
Una avenida con su nombre situada en el distrito de Chamartín (Madrid) le fue asignada en 1954.